# 囊舌總目
囊舌類動物（學名：Sacoglossa）是軟體動物門腹足綱泛有肺類支序之下的一個支序，皆為細小的海螺及蛞蝓，以吸食藻類生物細胞內的養份為生。
當這些囊舌類動物從藻類生物的細胞抽取其細胞質體之後，有些物種只會簡單地消化，但亦有一些物種會像有孔蟲門生物那樣盜食質體（kleptoplasty），保留攝取藻類的葉綠體去進行光合作用。這些特別的囊舌類動物就好像安裝了太陽能板那樣，能夠為自己提供能量，使牠們在後生動物物種間顯得獨特，因為之前科學家以為只有單細胞的原生生物才懂得這麼做。然而，在條件允許的情況下，牠們會更傾向於捕食獵物而不是進行光合作用，只有在食物匱乏的情況下才會盜食質體。

## 型態描述
所有囊舌類動物跟其相關群組的最大分別，是牠們的齒舌上只有一排牙齒。整條齒舌帶包括上昇枝、下降枝及一齒舌囊：齒舌囊是囊舌類動物在軟體動物中獨特的構造，用以累積其一生用過的舊齒。而保留舊齒這一現象亦是在軟體動物中獨一無二。而囊舌類動物的牙齒都因着其獨特食性而異化。

## 分類

### 2005年分類
根據2005年的《布歇特和洛克羅伊的腹足類分類》，囊舌類支序可分為兩個亞支序：
- 長足亞支序（Oxynoacea）皆為有殼物種[6]，成員如下：
  - 长足总科 Oxynooidea Stoliczka, 1868 (1847)：本總科物種。
    - 长足科 Oxynoidae Stoliczka, 1868 (1847)
    - 珠綠螺科 Juliidae E. A. Smith, 1885
    - 圆卷螺科 Volvatellidae Pilsbry, 1895
- 海天牛亞支序（Placobranchacea）主要成員皆為沒有殼的物種，詳細如下：
  - 海天牛總科 Placobranchoidea Gray, 1840
    - 海天牛科 Placobranchidae Gray, 1840
    - Family Boselliidae
    - Family Platyhedylidae Salvini-Plawen, 1973

  - 柱状總科 Limapontioidea Gray, 1847
    - 柱状科 Limapontiidae Gray, 1847：舊作棍螺科 Stiligeridae[9]
    - 美葉海牛科 Caliphyllidae Tiberi, 1881[10]
    - 荷叶鳃科 Hermaeidae H. Adams & A. Adams, 1854

### 2017年分類
截至2018年2月22日，囊舌類動物在WoRMS可以分為三個總科：
- 长足总科 Oxynooidea Stoliczka, 1868 (1847)：本總科物種皆為有殼物種[6]，佔所有物種的20%，皆以蕨藻屬（Caulerpa）這種藻類為食[1]，包括下列四個科[14]。
  - 筒柱螺科 Cylindrobullidae Thiele, 1931
  - 珠綠螺科 Juliidae E. A. Smith, 1885[15]
  - 长足科 Oxynoidae Stoliczka, 1868 (1847)
  - 圆卷螺科 Volvatellidae Pilsbry, 1895
- 海天牛總科 Plakobranchoidea Gray, 1840：本總科物種皆為沒有殼的物種[6][16]。
  - Family Costasiellidae K. B. Clark, 1984
  - 荷叶鳃科 Hermaeidae H. Adams & A. Adams, 1854
  - Family Jenseneriidae Ortea & Moro, 2015
  - 柱状科 Limapontiidae Gray, 1847：舊作棍螺科 Stiligeridae[9]
  - 海天牛科 Plakobranchidae Gray, 1840[16]。
- Platyhedyloidea Salvini-Plawen, 1973
  - Family Platyhedylidae Salvini-Plawen, 1973